# St. Agatha (Alendorf)

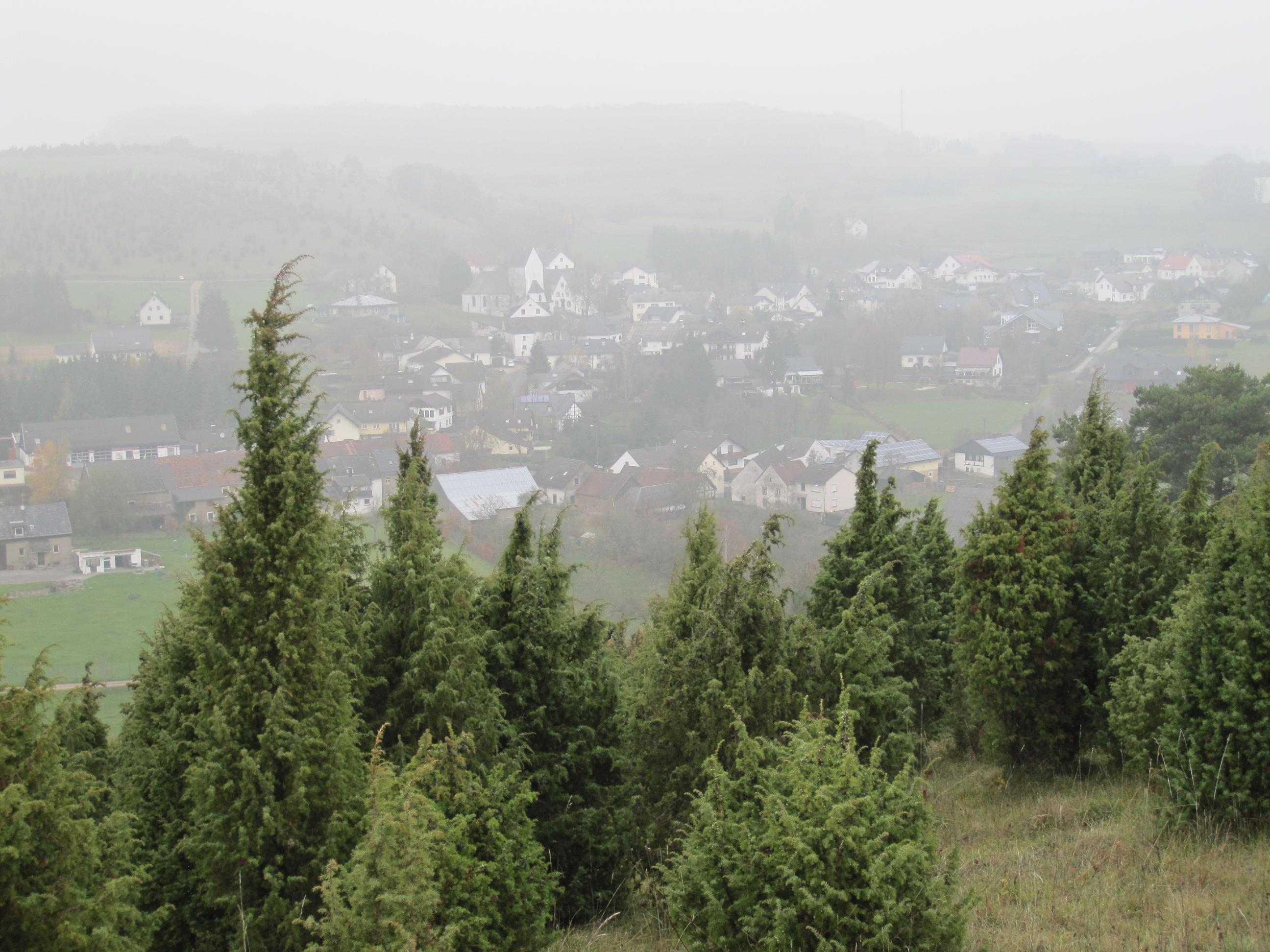
Bäume im Naturpark Hohes Venn. St. Agatha im nebligen Hintergrund

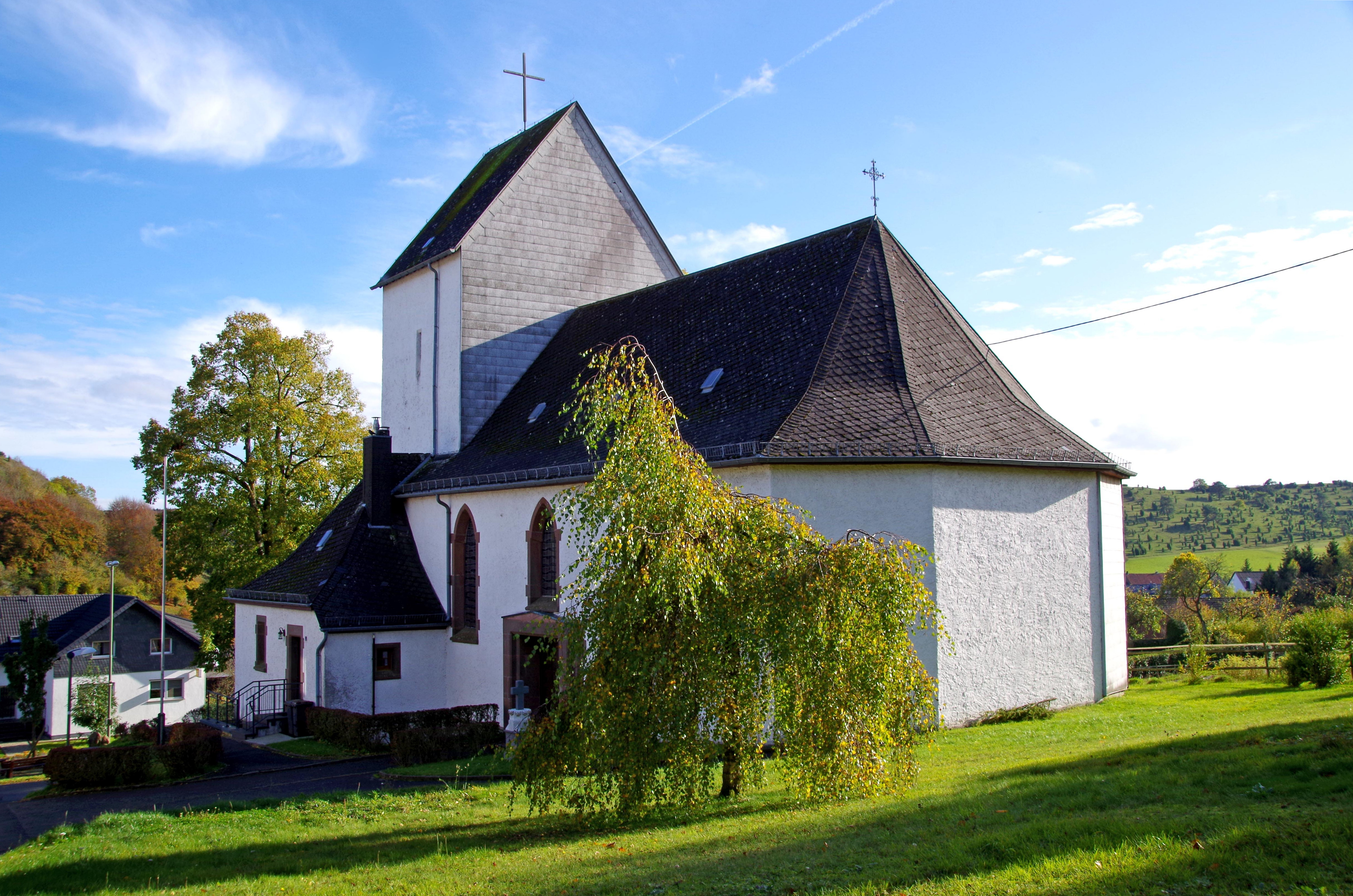
St. Agatha

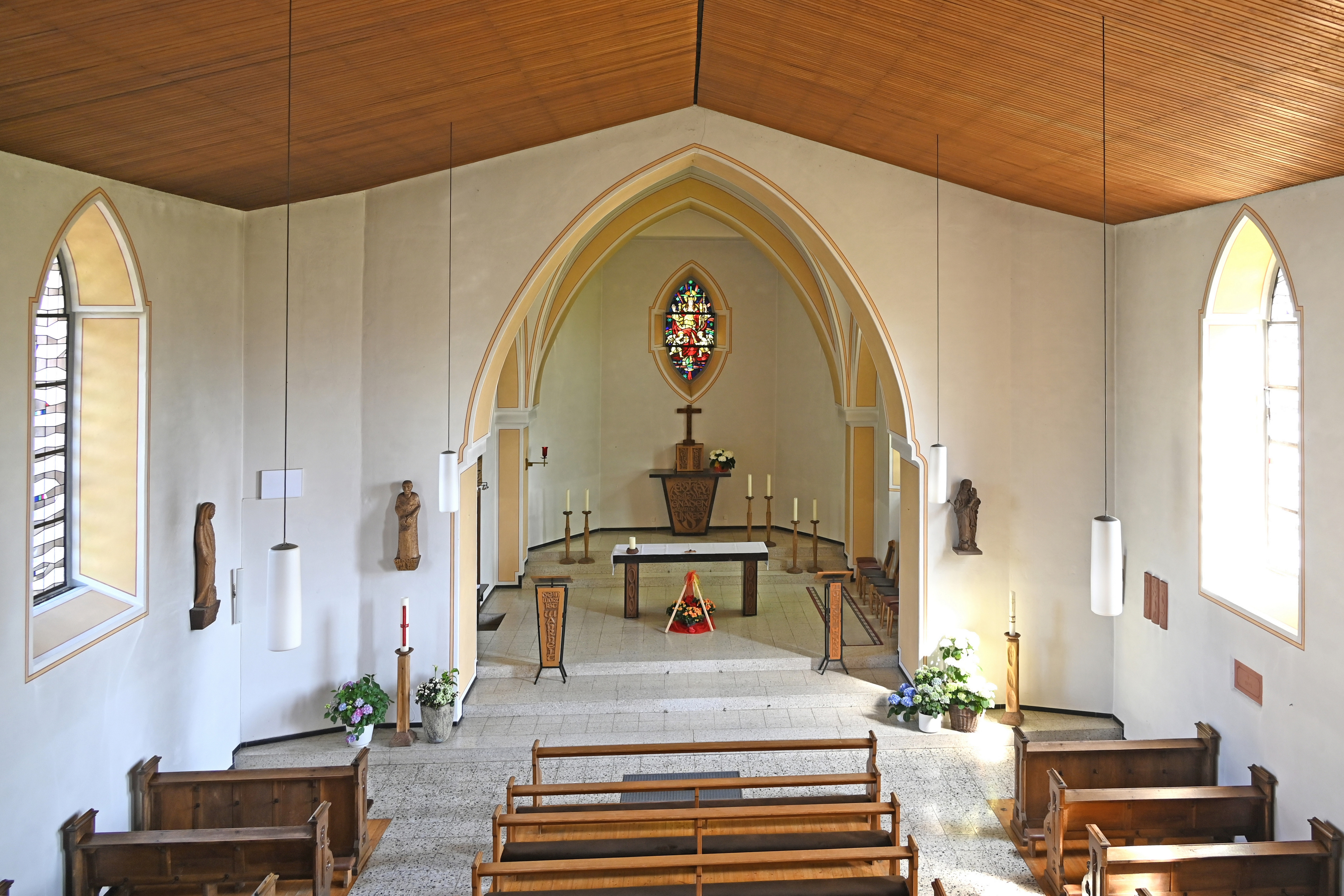
Innenraum, Blick zum Altar

St. Agatha ist die römisch-katholische Pfarrkirche des Blankenheimer Ortsteils Alendorf im Kreis Euskirchen in Nordrhein-Westfalen.
Die Kirche ist der hl. Agatha von Catania geweiht. Zur Pfarre zählt auch die Filialkirche St. Dionysius in Waldorf.

## Lage
Das Kirchengebäude liegt in der Dorfmitte von Alendorf am Wendelinusplatz.

## Geschichte
Die Pfarrei Alendorf wurde 1253 zusammen mit der heutigen Alten Kirche erstmals erwähnt. Das Patronatrecht besaß zunächst die Abtei Malmedy, 1253 wurde es an das Zisterzienserinnenkloster in Frauenkron übertragen. 1289 erhielt die Abtei Steinfeld das Patronat, ab 1317 besaß es dann der Johanniterorden.
Im Zuge der Umstrukturierungen der kirchlichen Landschaft während der Franzosenzeit wechselte auch die Zugehörigkeit zum Bistum. Bis 1802 zählte Alendorf zum großen Eifeldekanat der Erzdiözese Köln und wurde dann dem Bistum Trier zugeteilt. 1825 kam die Pfarre wiederum an das Erzbistum Köln und seit 1930 gehört die Pfarre zum Bistum Aachen.

## Baugeschichte
Die 1253 erwähnte Kirche lag in der Ortsmitte von Alendorf und war eine einfache Saalkirche mit drei Fensterachsen, Apsis und Westturm im Stil der Romanik. Diese Kirche genügte im 16. Jahrhundert nicht mehr den Ansprüchen der Gemeinde und man ließ außerhalb des Ortes die heutige Alte Kirche erbauen. Die romanische Kirche in der Ortsmitte blieb noch Jahrhunderte erhalten, wurde aber in den 1860er Jahren schließlich abgerissen.
Anfang des 20. Jahrhunderts wurde die außerhalb gelegene Pfarrkirche zu klein und man beschloss 1915 eine neue Pfarrkirche in der Ortsmitte zu errichten. Zunächst wurde Diözesanbaumeister Franz Statz mit den Planungen einer neuen Pfarrkirche beauftragt. Diese Pläne wurden aber verworfen. 1918 entwarf der Kölner Architekt Edmund Renard eine neue Pfarrkirche. Diese Pläne wurden noch mehrfach umgearbeitet. Erst Mitte der 1920er Jahre konnte schließlich mit dem Bau der heutigen Pfarrkirche in der Ortsmitte von Alendorf begonnen werden. 1929 war der Bau fertiggestellt und konnte am 27. Oktober 1929 benediziert werden. Bislang wurde die Kirche nicht von einem Bischof konsekriert. 1967 erfolgte eine Restaurierung der Kirche und Umbau des Chorraums. Die Alte Kirche dient seit Bau der neuen Pfarrkirche als Friedhofskapelle.

## Baubeschreibung
St. Agatha ist eine einschiffige und dreiachsige Saalkirche aus verputzten Kalksteinen im Stil der Reformarchitektur mit einem Chorturm im Osten, der von einem hohen Satteldach gekrönt wird. Nur der Chor im Untergeschoss des Turms ist mit einem Kreuzgratgewölbe überwölbt, das Kirchenschiff wird von einer Holzdecke überspannt. Die Fenster sind spitzbogig.

## Ausstattung

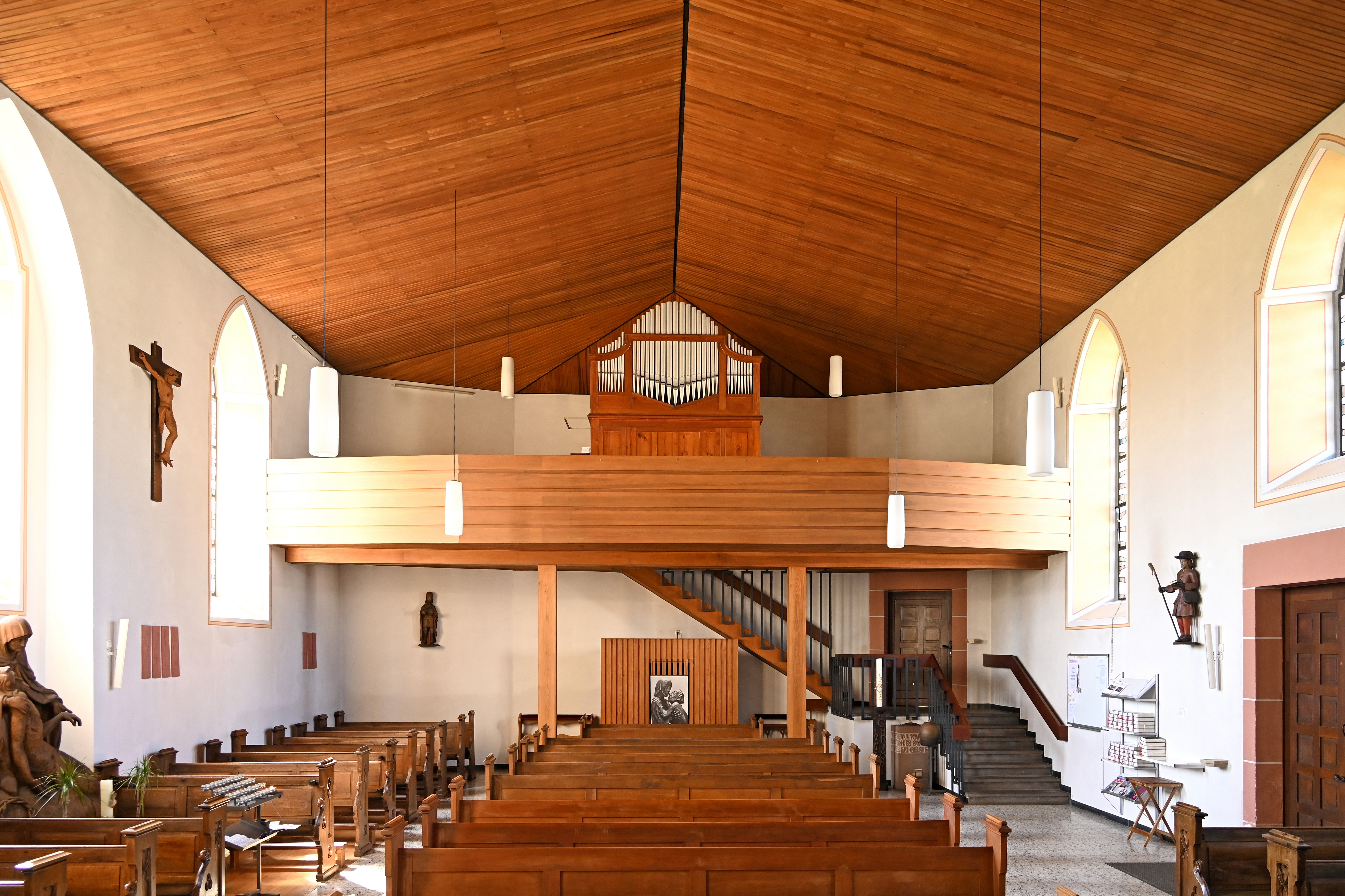
Blick zur Orgel

Der Innenraum ist schlicht gehalten, im Chor befindet sich der Tabernakel auf einem Aufsatz aus Granit, davor ist der Altar. Die Orgel wurde 1930 von Orgelbau Fabritius aus Kaiserswerth angefertigt und besitzt 6 Register. Die Buntglasfenster im Schiff stammen aus dem Jahr 1970, das Fenster im Chor zeigt Christus König und wurde 1930 geschaffen.
Die Glocken stammen von Christian Claren aus Sieglar aus dem Jahr 1880 sowie Hans August Mark aus Brockscheid (1987). (S. 20)

## Pfarrer
Folgende Priester wirkten bislang als Pfarrer in der Pfarrgemeinde St. Agatha:
| von – bis | Name                |
| --------- | ------------------- |
| 1925–1935 | Leonhard Havenith   |
| 1935–1951 | Karl Werner         |
| 1951–1961 | Peter Timberg       |
| 1961–1987 | Johannes Bertram    |
| 1987–2003 | Josef Kraus         |
| 2003–2007 | Karl-Heinz Stoffels |
| 2007–2014 | Hans-Peter Meuser   |
| 2014–2018 | Josef Berger        |
| Seit 2018 | Andreas Züll        |